# مايك بايل (مقاتل)
مايكل واين بايل (بالإنجليزية: Michael Wayne Pyle؛ مواليد 18 سبتمبر 1975) هو مُقاتل فنون قتالية مختلطة أمريكي سابق.

## وصلات خارجية
- مايك بايل (مقاتل) على موقع شيردوغ (الإنجليزية)
- مايك بايل (مقاتل) على موقع Tapology.com (الإنجليزية)
- مايك بايل (مقاتل) على موقع IMDb (الإنجليزية)
- مايك بايل (مقاتل) على موقع قاعدة بيانات الفيلم (الإنجليزية)